# Дмушевский, Людвик Адам
Людвик Адам Дмушевский (пол. Ludwik Adam Dmuszewski; 24 декабря 1777, Сокулка, Великое княжество Литовское, Речь Посполитая — 9 декабря 1847, Варшава, Царство Польское, Российская империя) — польский актёр, оперный певец (тенор), театральный деятель, режиссёр, драматург, журналист, историк театра и издатель.

## Биография
Сын капитана кавалерии. Учился в Варшавской школе пиаристов и жировических базилиан. В 1794 году во время восстания Костюшко был секретарём-протоколистом Высшего национального совета. После подавления мятежа несколько лет вместе со своим отцом занимался сельским хозяйством. В конце 1799 года приехал в Варшаву, надеясь вступить в легион Я. Домбровского. Однако, по предложению В. Богуславского решил стать актёром и поступил в труппу Национального театра.

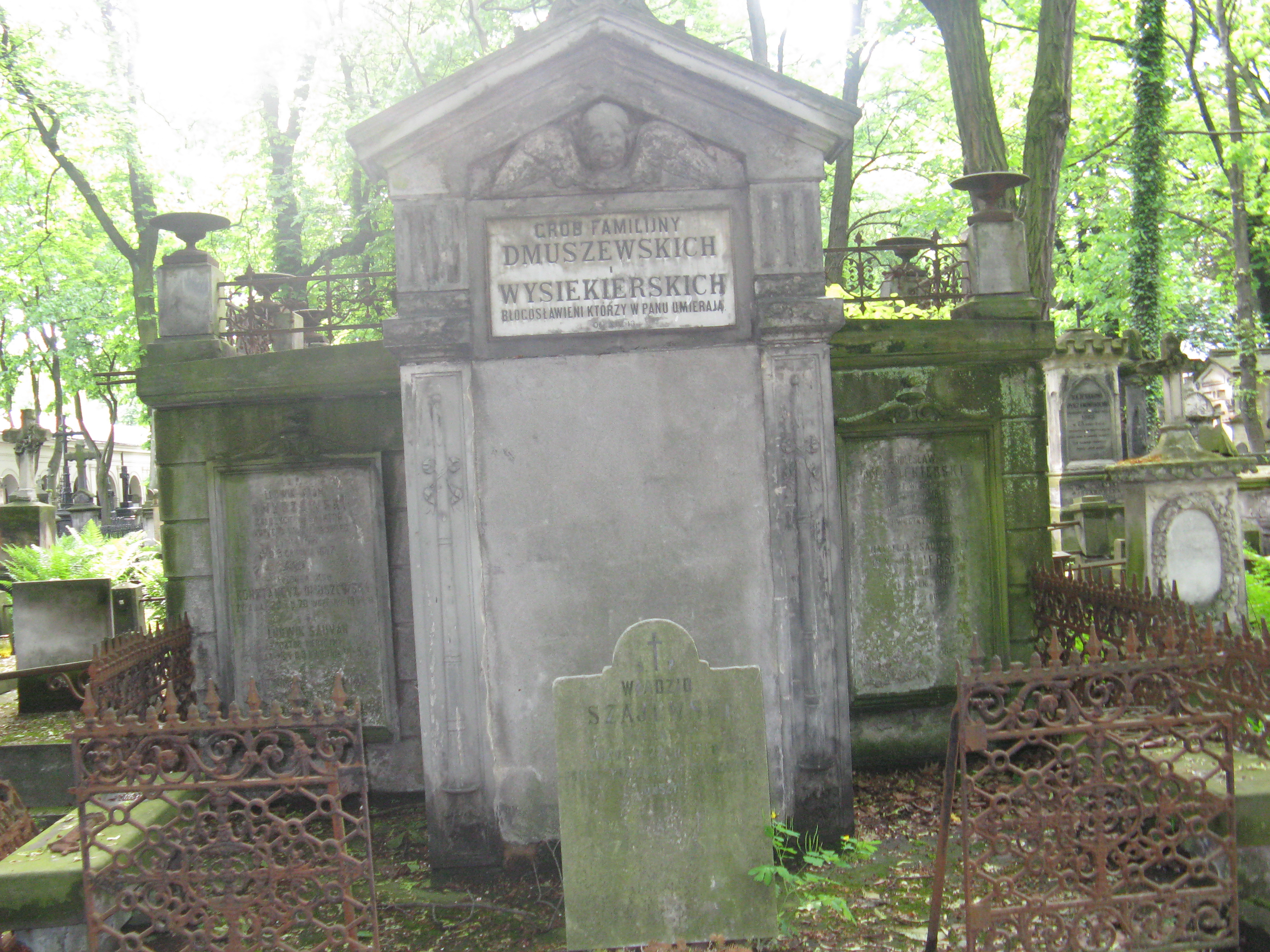
Могила Л. А. Дмушевского на кладбище Старые Повонзки

Дебютировал в июне 1800 года в комедии «Два в одном». Выступал в Национальном театре до конца своей жизни. Исполнял роли первых любовников в комедиях и пел теноровые партии в операх.
В 1825—1827 годах был одним из руководителей Национального театра в Варшаве. С 1827 года — директор театра. С 1836 года преподавал критику, историю и драматическую литературу в Школе драматического искусства.
Польский музыкальный писатель, автор либретто многих польских опер и кантат. Создал около 150 пьес, из которых наибольшей известностью пользовалась трёхактная комедия в стихах «Месть, или Барбара Запольска» (пол. Odwet, czyli Barbara Zapolska; 1816). Ко многим его водевилям и комическим операм, часть которых до сих пор исполняются на польской сцене, музыку для них написали Ю. Эльснер и К. Курпинский. Полное собрание его сочинений вышло в 1821 и 1823 гг. в Бреслау и Варшаве.
Был одним из издателей «Варшавского театрального словаря» (1808). В 1821 году купил и с 1822 года редактировал газету «Kurjer Warszawski».
В 1837 основал в Варшаве убежище для престарелых артистов.

## Избранные пьесы
- Dwóch w jednym. Komedia (1800)
- Aktorowie na Elizejskich Polach, dzieło teatralne oryginalne wierszem napisane. Komedia (1801)
- Siedem razy jeden. Komedioopera (1804)
- Dom do przedania. Komedia (1805)
- Pospolite ruszenie, czyli bitwa z Kozakami. Komedioopera (1807)
- Okopy na Pradze. Komedioopera oryginalna (1807)
- Gaduła nad gadułami. Komedia (1807)
- Miłostki Zygmunta Jagiellończyka. Komedia (1810)
- Obietnice pańskie. Komedia (1812)
- Portret księcia. Komedia (1814)